# Агломазовский сельский округ
Аглома́зовский се́льский о́круг — административно-территориальная единица на территории Сасовского района Рязанской области.
Административный центр — село Агломазово.

## История
Законом Рязанской области от 07.10.2004 № 96-ОЗ территории Агломазовского и Усадовского сельских округов были объединены и составили Агломазовское сельское поселение с сохранением административного центра в селе Агломазово.

## Административное устройство
До 2004 года в состав Агломазовского сельского округа входили 5 населённых пунктов:
1. с. Агломазово — административный центр
2. с. Ернеево
3. д. Колдамышево
4. д. Теньсюпино
5. д. Хрущёво.

Территория современного сельского округа совпадает с территорией сельского поселения.